# Lista de mesorregiões e microrregiões do Amazonas

Mapa do Amazonas mostrando seus municípios agrupados em microrregiões, que por sua vez estão agrupadas em mesorregiões.

Esta é a lista de mesorregiões e microrregiões do Amazonas, estado brasileiro da Região Norte do país. O estado do Amazonas foi dividido geograficamente pelo IBGE em quatro mesorregiões, que por sua vez abrangiam 13 microrregiões, segundo o quadro vigente entre 1989 e 2017.
Em 2017, o IBGE extinguiu as mesorregiões e microrregiões, criando um novo quadro regional brasileiro, com novas divisões geográficas denominadas, respectivamente, regiões geográficas intermediárias e imediatas.

## Mesorregiões do Amazonas
| Mesorregião         | Código | Número de municípios | Localização      | Microrregiões | Código |
| ------------------- | ------ | -------------------- | ---------------- | ------------- | ------ |
| Norte Amazonense    | 01     | 6                    |                  | Barcellos     | 001    |
| Norte Amazonense    | 01     | 6                    | Japurá           | 002           |        |
| Sudoeste Amazonense | 02     | 16                   |                  | Alto Solimões | 003    |
| Sudoeste Amazonense | 02     | 16                   | Juruá            | 004           |        |
| Centro Amazonense   | 03     | 30                   |                  | Tefé          | 005    |
| Centro Amazonense   | 03     | 30                   | Coari            | 006           |        |
| Centro Amazonense   | 03     | 30                   | Manaus           | 007           |        |
| Centro Amazonense   | 03     | 30                   | Rio Preto da Eva | 008           |        |
| Centro Amazonense   | 03     | 30                   | Itacoatiara      | 009           |        |
| Centro Amazonense   | 03     | 30                   | Parintins        | 010           |        |
| Sul Amazonense      | 03     | 10                   |                  | Boca do Acre  | 011    |
| Sul Amazonense      | 03     | 10                   | Purus            | 012           |        |
| Sul Amazonense      | 03     | 10                   | Madeira          | 013           |        |

## Microrregiões do Amazonas divididas por mesorregiões

### Mesorregião do Norte Amazonense
| Microrregião | Código | Localização               | Municípios |
| ------------ | ------ | ------------------------- | ---------- |
| Barcelos     | 001    |                           | Barcelos   |
| Barcelos     | 001    | Novo Airão                |            |
| Barcelos     | 001    | Santa Isabel do Rio Negro |            |
| Barcelos     | 001    | São Gabriel da Cachoeira  |            |
| Japurá       | 002    |                           | Japurá     |
| Japurá       | 002    | Maraã                     |            |

### Mesorregião do Sudoeste Amazonense
| Microrregião  | Código | Localização           | Municípios |
| ------------- | ------ | --------------------- | ---------- |
| Alto Solimões | 003    |                       | Amaturá    |
| Alto Solimões | 003    | Atalaia do Norte      |            |
| Alto Solimões | 003    | Benjamin Constant     |            |
| Alto Solimões | 003    | Fonte Boa             |            |
| Alto Solimões | 003    | Jutaí                 |            |
| Alto Solimões | 003    | Santo Antônio do Içá  |            |
| Alto Solimões | 003    | São Paulo de Olivença |            |
| Alto Solimões | 003    | Tabatinga             |            |
| Alto Solimões | 003    | Tonantins             |            |
| Juruá         | 004    |                       | Carauari   |
| Juruá         | 004    | Eirunepé              |            |
| Juruá         | 004    | Envira                |            |
| Juruá         | 004    | Guajará               |            |
| Juruá         | 004    | Ipixuna               |            |
| Juruá         | 004    | Itamarati             |            |
| Juruá         | 004    | Juruá                 |            |

### Mesorregião do Centro Amazonense
| Microrregião     | Código | Localização             | Municípios            |
| ---------------- | ------ | ----------------------- | --------------------- |
| Tefé             | 005    |                         | Alvarães              |
| Tefé             | 005    | Tefé                    |                       |
| Tefé             | 005    | Uarini                  |                       |
| Coari            | 006    |                         | Anamã                 |
| Coari            | 006    | Anori                   |                       |
| Coari            | 006    | Beruri                  |                       |
| Coari            | 006    | Caapiranga              |                       |
| Coari            | 006    | Coari                   |                       |
| Coari            | 006    | Codajás                 |                       |
| Manaus           | 007    |                         | Autazes               |
| Manaus           | 007    | Careiro                 |                       |
| Manaus           | 007    | Careiro da Várzea       |                       |
| Manaus           | 007    | Iranduba                |                       |
| Manaus           | 007    | Manacapuru              |                       |
| Manaus           | 007    | Manaquiri               |                       |
| Manaus           | 007    | Manaus                  |                       |
| Rio Preto da Eva | 008    |                         | Presidente Figueiredo |
| Rio Preto da Eva | 008    | Rio Preto da Eva        |                       |
| Itacoatiara      | 009    |                         | Itacoatiara           |
| Itacoatiara      | 009    | Itapiranga              |                       |
| Itacoatiara      | 009    | Nova Olinda do Norte    |                       |
| Itacoatiara      | 009    | Silves                  |                       |
| Itacoatiara      | 009    | Urucurituba             |                       |
| Parintins        | 010    |                         | Barreirinha           |
| Parintins        | 010    | Boa Vista do Ramos      |                       |
| Parintins        | 010    | Maués                   |                       |
| Parintins        | 010    | Nhamundá                |                       |
| Parintins        | 010    | Parintins               |                       |
| Parintins        | 010    | São Sebastião do Uatumã |                       |
| Parintins        | 010    | Urucará                 |                       |

### Mesorregião do Sul Amazonense
| Microrregião | Código | Localização   | Municípios   |
| ------------ | ------ | ------------- | ------------ |
| Boca do Acre | 011    |               | Boca do Acre |
| Boca do Acre | 011    | Pauini        |              |
| Purus        | 012    |               | Canutama     |
| Purus        | 012    | Lábrea        |              |
| Purus        | 012    | Tapauá        |              |
| Madeira      | 013    |               | Apuí         |
| Madeira      | 013    | Borba         |              |
| Madeira      | 013    | Humaitá       |              |
| Madeira      | 013    | Manicoré      |              |
| Madeira      | 013    | Novo Aripuanã |              |